# Sam Hood

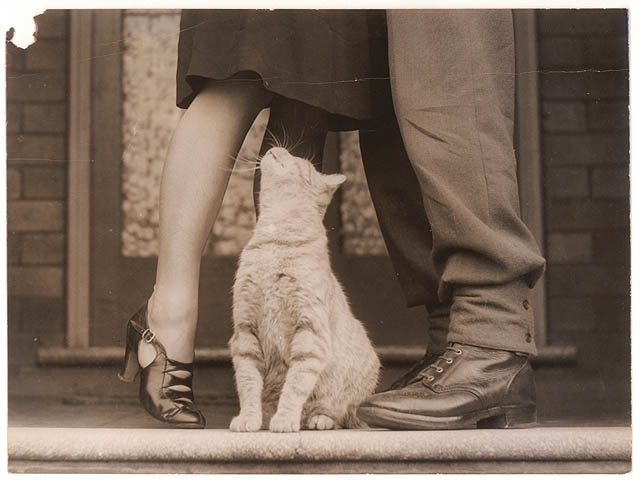
Sam Hood: Loučení vojáka a kočka Bobbie, asi 1942

Samuel John Hood (20. srpna 1872 v jižní Austrálii - 8. června 1953) byl australský portrétní fotograf a fotoreportér.

## Život a dílo

### Počátek kariéry
Jeho kariéra začala na konci 80. let 19. století. Úspěšně podnikal ve fotografování lodí (tyto negativy jsou nyní v majetku Australského národního námořního muzea v Sydney) a portrétů lidí na konci devatenáctého a počátku 20. století. Svou činnost přizpůsoboval měnící se povaze komerční fotografie. Svůj první fotografický ateliér otevřel v roce 1899 a hlavním zdrojem jeho příjmů byla svatební fotografie a portréty. Své příjmy doplňoval prodejem hotových a zarámovaných obrazů plachetnic pro posádky plavidel, kterak přijížděli do přístavu v Sydney. Prý vyfotografoval každou loď, která během jeho kariéry vplula do přístavu v Sydney, což trvalo 60 let (1890-1950).

### Novinářská fotografie
V roce 1918 získal Dalny Studio na adrese Pitt Street č.p. 124 a začal expandovat své podnikání do oblasti novinářské fotografie. Dodával fotografie pro The Sydney Mail, the Australasian, the Daily Guardian, the Daily Telegraph Pictorial, the Labor Daily, the Sun, the Daily News a The Sydney Morning Herald. Novinářská fotografie začala stále více a více převládat v jeho podnikání a v roce 1934 nastoupil na krátký čas do redakce Labor Daily jako fotograf na plný úvazek, a do svého fotografické studia zapojil ostatní pracovníky.
Na začátku jeho fotožurnalistické kariéry se objevila celá řada technologických novinek v reprodukci fotografií půltonovou technikou. V australských novinách se začal půltónový tisk využívat v 80. letech 19. století a zabývali se jí převážně a zejména dřevorytci, jejichž úkolem bylo ilustrovat články novým způsobem. Redakce The Sydney Morning Herald fotografie nereprodukovala až do roku 1908. Sam Hood je uznáván jako fotografický průkopník v tomto oboru - obzvláště v zachycování vzrušujících, triviálních a zejména sportovních okamžiků.
Pro Dalny Studio pracovala celá řada fotografů, například: Ernie Bowen, Gus Daley, Jack Lazern, Lethington Maitland stejně jako Samovy vlastní děti Gladys a Ted.

### Komerční fotografie
V polovině 30. let 20. století většina novin zaměstnávala své vlastní fotografy, a Hoodovy provize z novin začaly klesat. Hood hledal jiný způsob výdělku a získal řadu dlouhodobých reklamních a obchodních smluv. Na konci 30. let a počátku let 40. přispěl množstvím fotografií staveb, ulic a budov v Sydney do Building, Construction and Australasian Engineer. Hood měl také rozsáhlé kontakty v zábavního průmyslu, který si jej najímal, aby fotografoval celebrity, události a hvězdy, stejně jako divadelní reklamu. Během své kariéry působil jako stock-in-trade pro komerční fotografy: portréty, svatby a dokonce i pohřby.

## Jeho dílo dnes
Knihovna The State Library of NSW získala od dcery Sama Gladyse Hooda v roce 1973 sbírku negativů, která obsahovala asi 30 000 snímků. Příběh o Samu Hoodovi je dobře zdokumentován ve složce vyrobené touto institucí (Sydney Exposures, Through the eyes of Sam Hood & his studio 1925 - 1950) včetně několika jeho fotoaparátů a příslušenství.

## Galerie

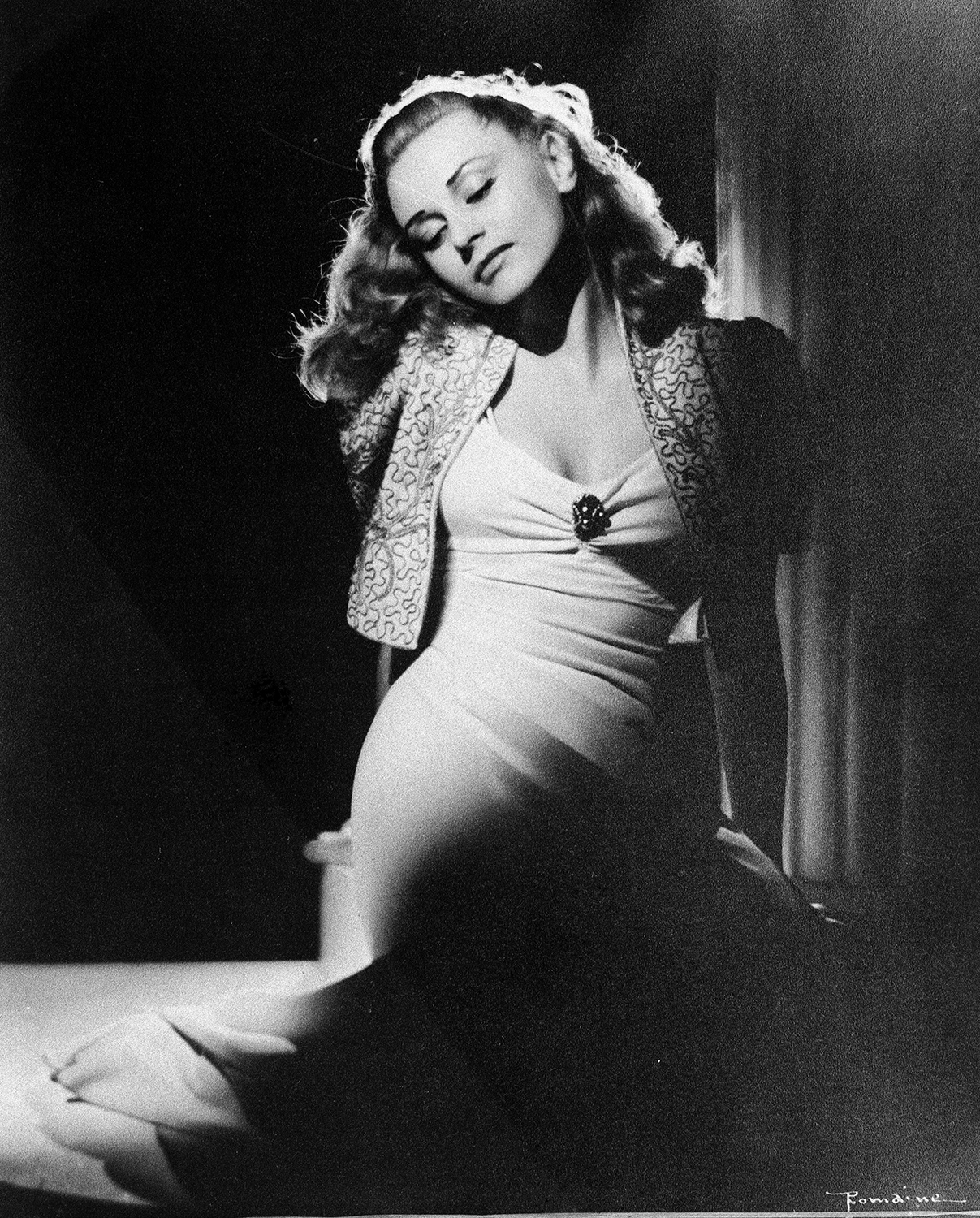
Nina Verchinina, from Colonel de Basil's "Original Ballet Russe", 1939-1940
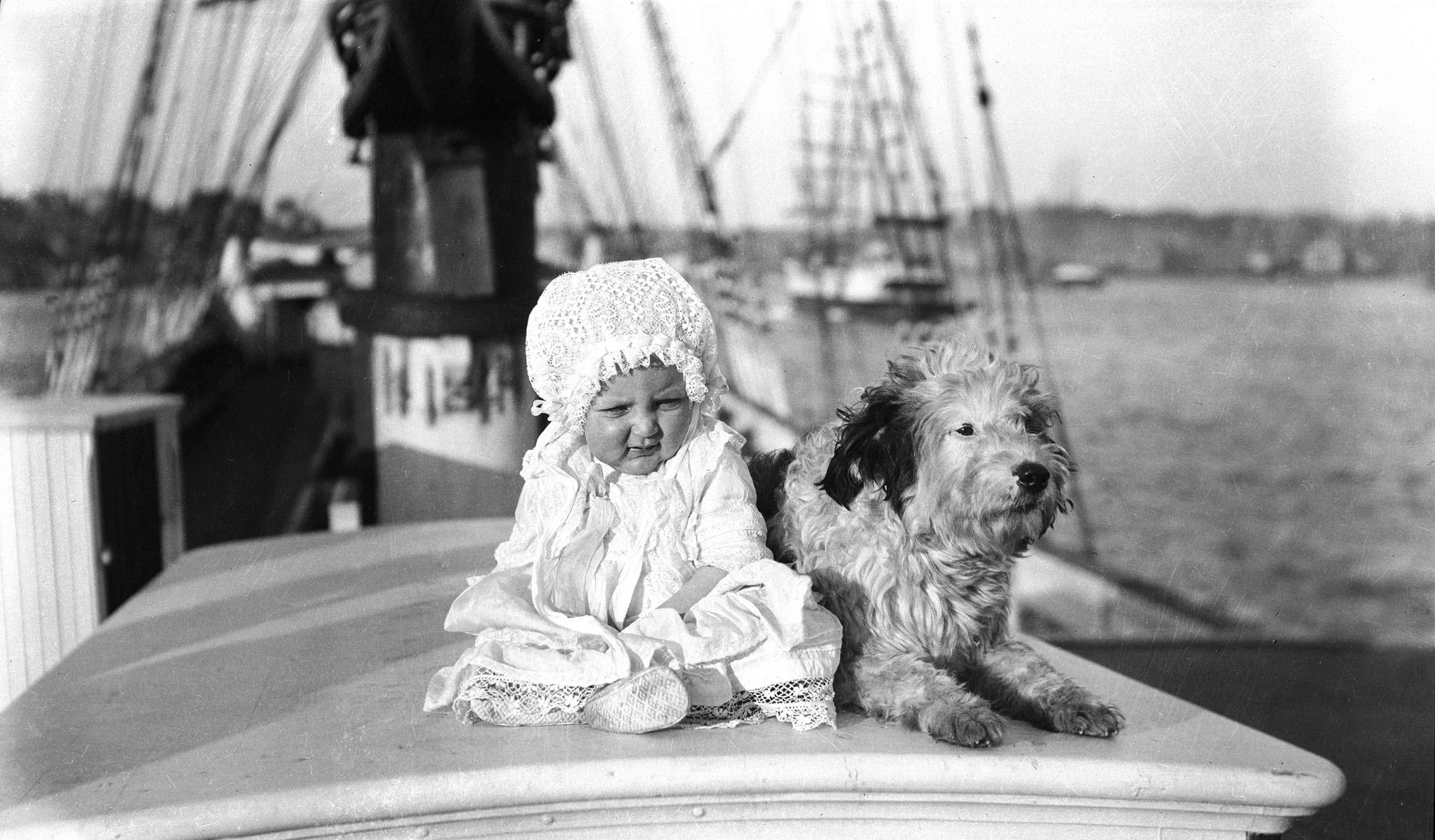
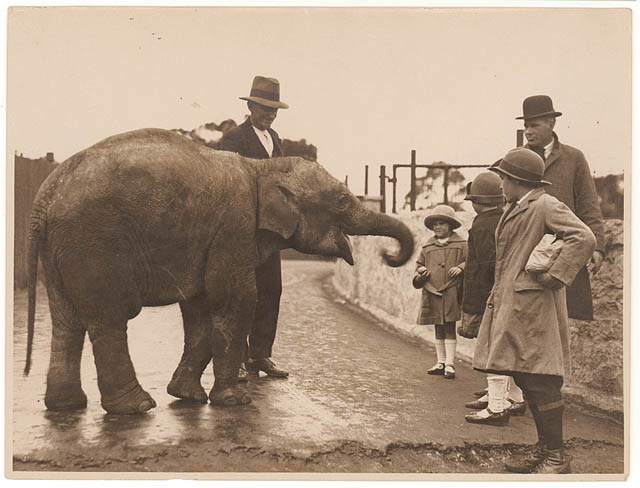
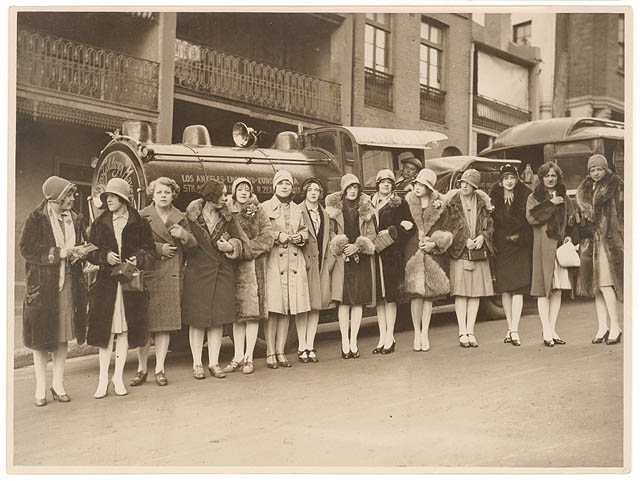
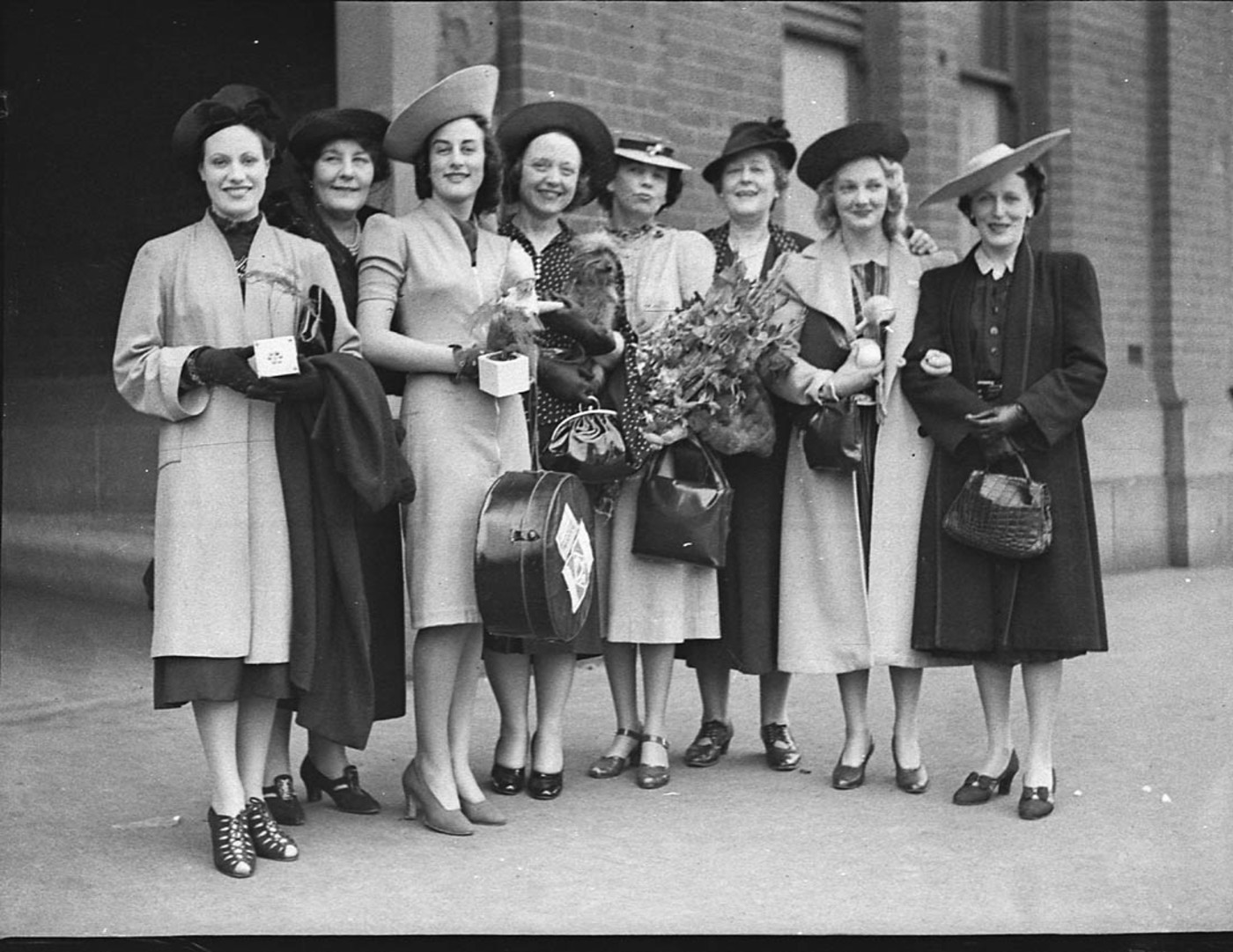
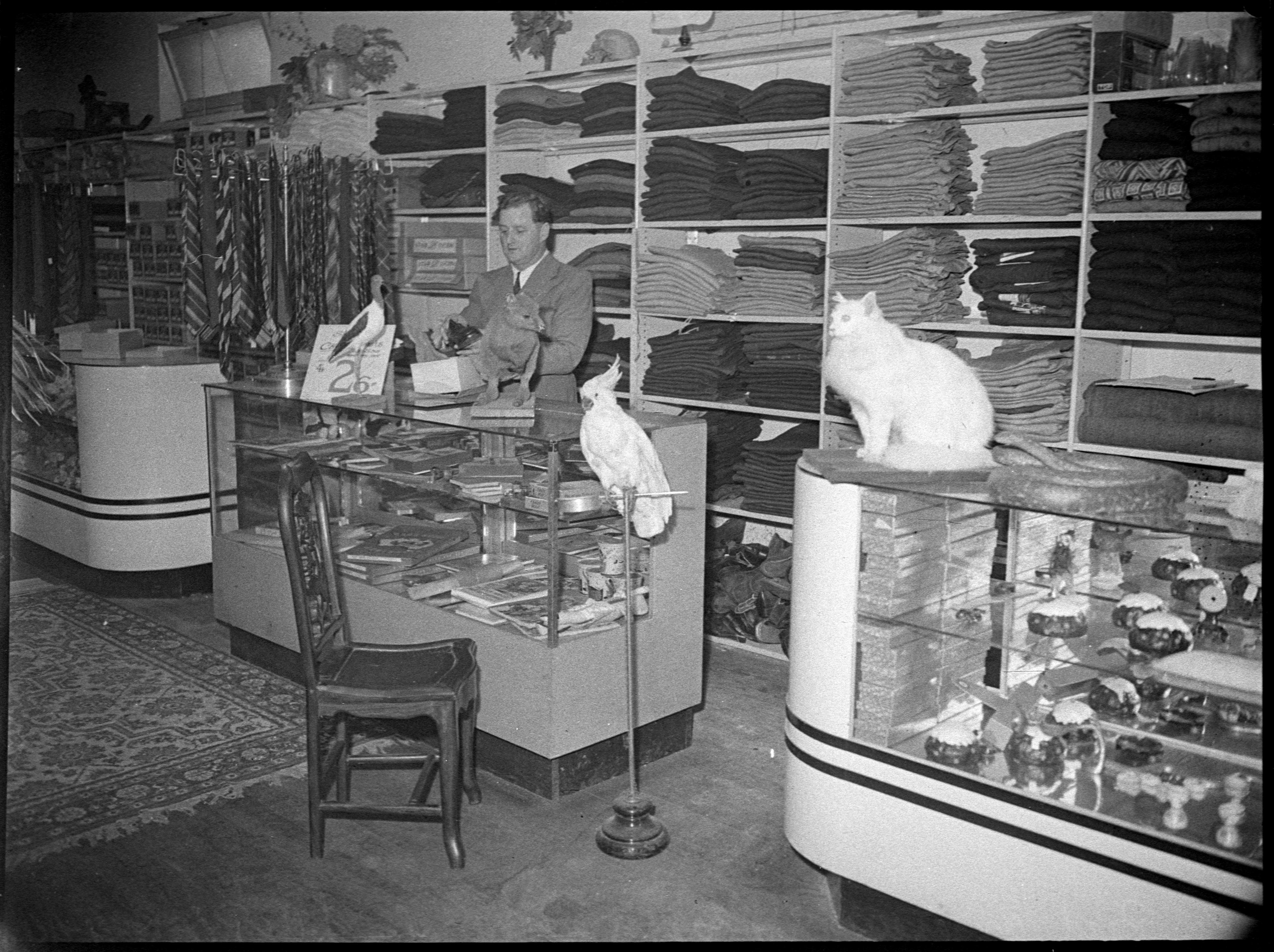
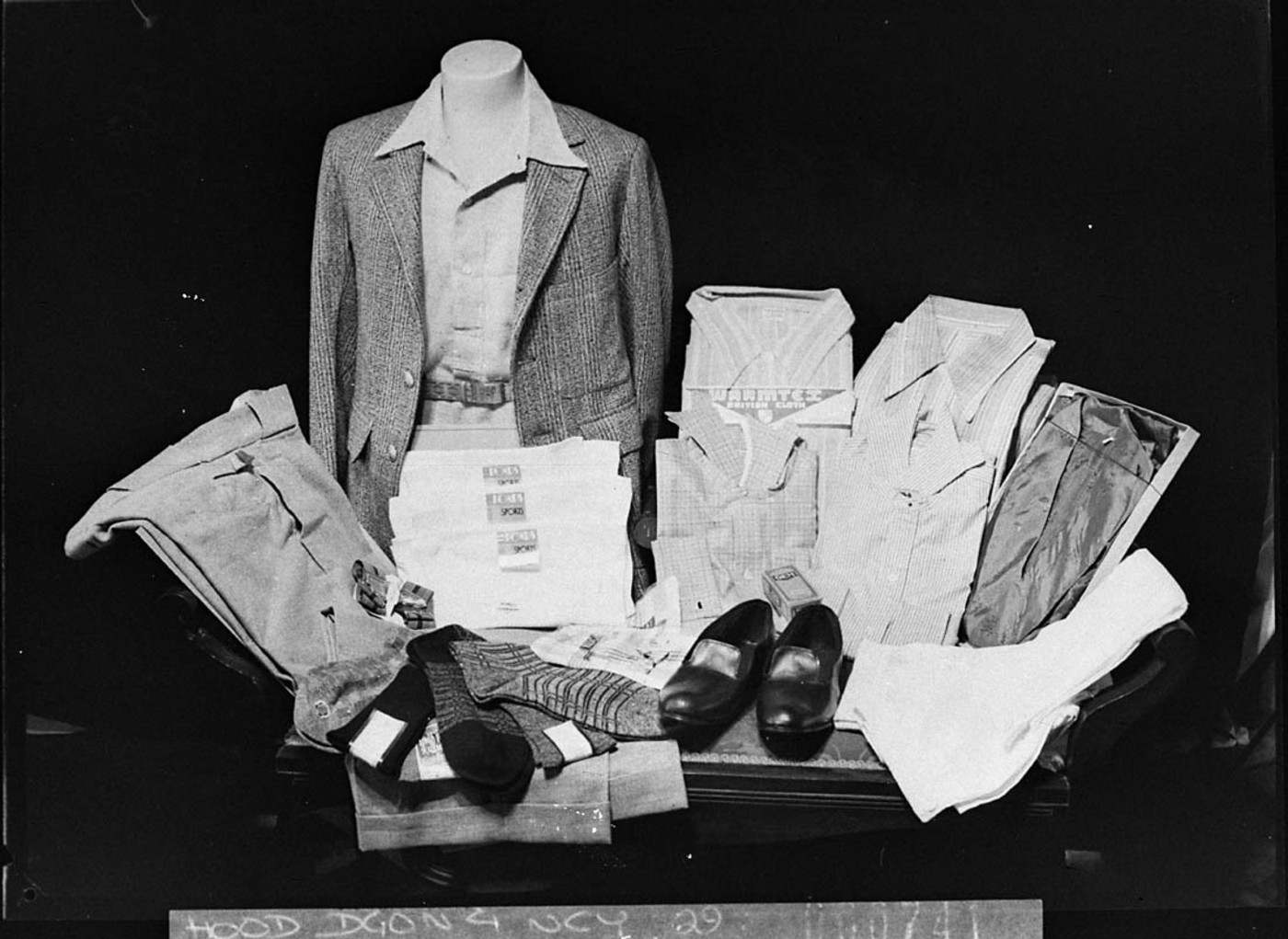
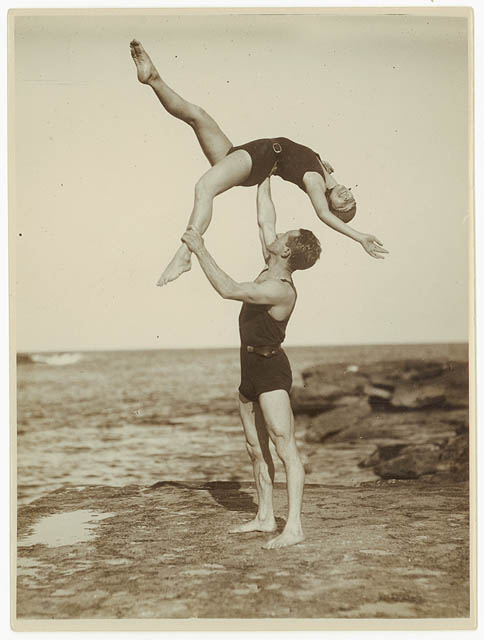
Acrobats, Sydney, 1930s Sam Hood (Possibly John M. Hendry, bodybuilder and physical culture writer.)

### Publikace
- Sydney exposures: through the eyes of Sam Hood & his studio, 1925–1950